# Perdita thelypodii
Perdita thelypodii är en biart som beskrevs av Timberlake 1958. Perdita thelypodii ingår i släktet Perdita och familjen grävbin. Inga underarter finns listade i Catalogue of Life.